# Mulberry (Carolina del Nord)
Mulberry és una concentració de població designada pel cens dels Estats Units a l'estat de Carolina del Nord. Segons el cens del 2000 tenia 2.269 habitants.

## Demografia
Segons el cens del 2000, Mulberry tenia 2.269 habitants, 940 habitatges i 708 famílies. La densitat de població era de 171,8 habitants per km².
Dels 940 habitatges en un 27,9% hi vivien nens de menys de 18 anys, en un 63,3% hi vivien parelles casades, en un 9,1% dones solteres, i en un 24,6% no eren unitats familiars. En el 21,4% dels habitatges hi vivien persones soles el 7,8% de les quals corresponia a persones de 65 anys o més que vivien soles. El nombre mitjà de persones vivint en cada habitatge era de 2,41 i el nombre mitjà de persones que vivien en cada família era de 2,79.
Per edats la població es repartia de la següent manera: un 20,8% tenia menys de 18 anys, un 7,5% entre 18 i 24, un 27,5% entre 25 i 44, un 29,2% de 45 a 60 i un 15% 65 anys o més.
L'edat mediana era de 41 anys. Per cada 100 dones de 18 o més anys hi havia 94,6 homes.
La renda mediana per habitatge era de 40.521 $ i la renda mediana per família de 41.607 $. Els homes tenien una renda mediana de 31.685 $ mentre que les dones 26.168 $. La renda per capita de la població era de 18.490 $. Entorn del 4,4% de les famílies i el 6% de la població estaven per davall del llindar de pobresa.

## Poblacions més properes
El següent diagrama mostra les poblacions més properes.